# Laura Samson
Laura Samson (también conocida como Laura Samsonová; nació el 10 de marzo de 2008) es una tenista júnior de la República Checa.
En 2024, cambió su apellido a una forma de género neutro para distinguirse de otra tenista del circuito, la rusa Liudmila Samsonova, con quien se presentó bajo el mismo nombre corto L. Samsonova.
Samson tiene un ranking de individuales WTA más alto de su carrera, n.º 631, logrado el 15 de julio de 2024. También fue n.º 1220 en dobles, logrado el 1 de julio de 2024.
En julio de 2024, recibió un wildcard para el Torneo WTA de Praga 2024, Samson se convirtió en la primera jugadora nacida en 2008 o después en ganar un partido en un cuadro principal de la WTA Tour cuando derrotó a la clasificada Tara Würth en sets seguidos en la primera ronda. En la segunda ronda derrotó a la preclasificada #2 Kateřina Siniaková en tres sets para pasar a los cuartos de final.